# Мустанг (Оклахома)
Мустанг (англ. Mustang) — город в округе Канейдиан в штате Оклахома в Соединённых Штатах Америки.
По данным переписи 2020 года, население города составляло 19 тысяч 879 человек, что существенно больше, чем во время предыдущей переписи, когда число жителей насчитывало 17 398 человек.

## История
Первое почтовое отделение Мустанга было основано в 1895 году, но город не был официально основан до тех пор, пока Чарльз Г. Джонс, бывший мэр Оклахома-Сити, не подал план в реестровую службу в ноябре 1901 года.
Благодаря относительно недорогой цене на недвижимость, в настоящее время Мустанг в первую очередь является спальным районом города Оклахома-Сити.

## География
По данным Бюро переписи населения США, общая площадь города составляет 12,0 квадратных миль (31 км2), из которых 12,0 квадратных миль (31 км2) приходится на сушу, а 0,04 квадратных мили (0,10 км2) — на водную поверхность.